# Chutes Churchill
Pour l’article homonyme, voir Centrale de Churchill Falls.
Les chutes Churchill sont des chutes d'une hauteur de 75 mètres situées sur le cours supérieur du fleuve Churchill à Terre-Neuve-et-Labrador, Canada. Elles sont nommées en l'honneur de l'ancien Premier ministre britannique Winston Churchill.

## Situation

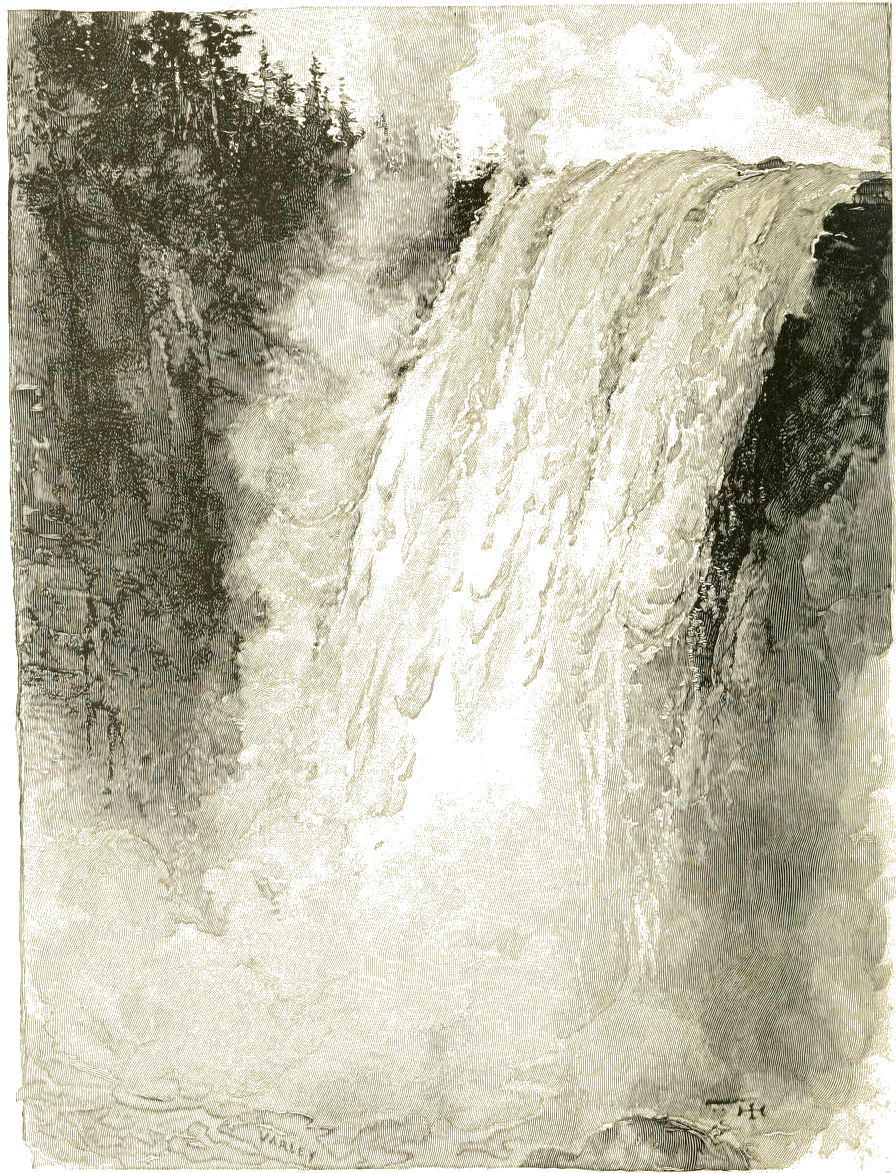
Une gravure d'une photographie des chutes vers 1890.

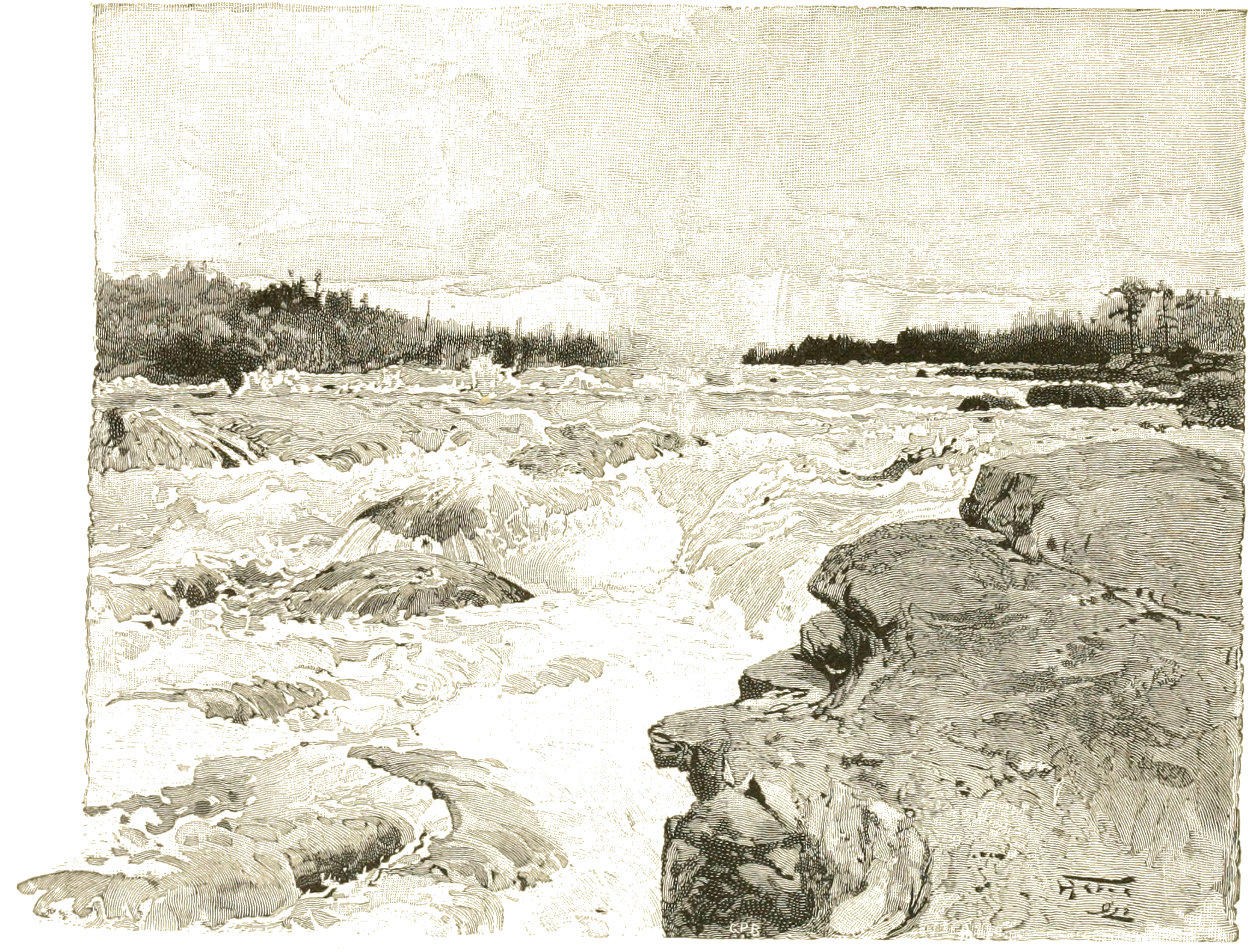
Les rapides au-dessus des chutes vers 1890

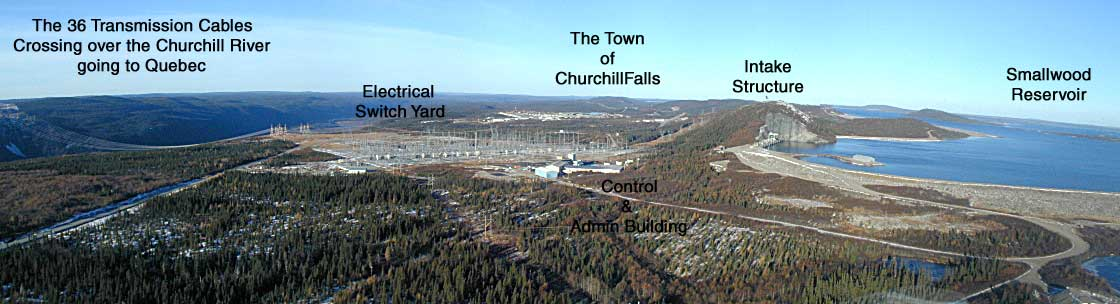
La centrale de Churchill Falls, construite en 1960.

Depuis 1970, les eaux du fleuve Churchill ont été détournées dans les environs de la centrale de Churchill Falls. Avec une puissance installée de 5 428 mégawatts, elle est la deuxième plus grande centrale hydroélectrique souterraine au monde, après la centrale Robert-Bourassa dans le Nord du Québec.